# Васьково (Западнодвинский район)
Ва́ськово — деревня в Западнодвинском районе Тверской области России. Входит в состав Ильинского сельского поселения.

## История
В 1995—2005 годах деревня являлась центром упразднённого в настоящее время Васьковского сельского округа. В 1997 году в деревне имелось 55 хозяйств и проживало 128 человек. В Васьково находились администрация сельского округа, неполная средняя школа, дом культуры, библиотека, медпункт, отделение связи, магазин.

## География
Деревня расположена в юго-западной части района. Ближайший населённый пункт — деревня Староселье.
Расстояния (по автодорогам):
- До районного центра, города Западная Двина — 68 км
- До центра сельского поселения, посёлка Ильино — 17 км

## Население
| 2010 |
| ---- |
| 58   |

В 2002 году население деревни составляло 98 человек (население всего Васьковского сельского округа — 188 человек).
Национальный состав
Согласно результатам переписи 2002 года, в национальной структуре населения русские составляли 97 % от жителей.